# Edmonton (Anglie)
Edmonton je obvod městské části Enfield v Londýně v Anglii. Nachází se 13,8 km severoseverovýchodně od Charing Cross.

## Historie
Nejstarší zmínka pochází z roku 1086, kdy se v Domesday Book objevuje jako "Adelmetone". Místní správa v moderním smyslu funguje od roku 1837. Radnice byla postavena v roce 1884 a rozšířena v roce 1903. V roce 1965 se město stalo součástí města Londýna.